# Gürcü İsmail Pascià
Gürcü İsmail Pascià (... – Lepanto, 1738) è stato un politico e militare ottomano di etnia georgiana.

## Biografia
È di origine georgiana. Era lo schiavo di Şaban Ağa, un ufficiale dei giannizzeri di origine turca. Alla sua morte, divenne tesoriere di Arnavut Mustafa Ağa. Grazie a lui, divenne agha dei giannizzeri nel settembre 1732. Fu nominato wali (governatore) della Rumelia nell'agosto 1732. In seguito, fu nominato muḥāfiẓ di Lepanto e divenne un ufficiale dell'entourage del serraschiere del fronte persiano. Nel 1734 fu nominato wali dell'Eyalet di Diyarbekir. Nell'agosto 1734 fu nominato wali dell'Eyalet di Baghdad. Il 20 luglio 1735 fu nominato gran visir al posto di Hekimoğlu Ali Pascià. Arrivò ad Istanbul a settembre per iniziare questo incarico, ufficialmente rimanendo in carica per 2 mesi e 7 giorni. Fu licenziato il 25 dicembre 1735. Dopo il suo licenziamento, fu esiliato a Chio. In seguito fu graziato e gli fu affidato nuovamente l'incarico di muḥāfiẓ di Lepanto nel 1738. Morì lo stesso anno all'età di 70 anni.

## Giudizio storico
Il Sicill-i Osmani lo descrive:
Era spietato, assetato di sangue, corrotto e analfabeta.